# エミレーツ・スタジアム
エミレーツ・スタジアム（Emirates Stadium）は、イギリス・ロンドンのイズリントン区にあるサッカー専用スタジアム。アーセナルFCがホームスタジアムとして使用している。現在の収容人数60,704人は、イングランドにおいて5番目に大きなスタジアムとなっている。
アーセナルの以前のホームスタジアム、ハイベリーからわずか0.5マイル（約800m）足らずの距離に位置し、最寄り駅も地下鉄ピカデリー線・アーセナル駅のまま変わっていない。なお、UEFA主催試合の場合は公式スポンサー以外での広告露出が禁止されているため、アーセナル・スタジアムと呼ばれる。

## 概要
1997年、それまでクラブのホームスタジアムであったハイバリーの拡張を行うため、イズリントン議会へ拡張工事の申請を行なったものの否決されたため、ウェンブリー・スタジアムの購入などを含めて議論した結果、ハイバリーから0.5マイル離れた産業廃棄物処理場跡地を2000年に購入した。2002年から新スタジアムを含めた周辺の工事が開始され、2004年からスタジアム本体に着工した。総工費3億9000万ポンドを投じて行われたこの計画は2006年に竣工し、旧スタジアムのあったハイバリー跡地には集合住宅が建設された。建設費用は全てクラブが負担したため、クラブは資金調達に奔走することとなった。当時の主力選手だったニコラ・アネルカやマルク・オーフェルマルスらの売却などで資金を積み重ね、クラブの株式売却などによって苦労しながらも資金をかき集め、2004年末には新スタジアムの命名権売却や新たな大口スポンサーを獲得した。
こけら落しはアーセナルのレジェンドデニス・ベルカンプの引退試合として、2006年7月22日に彼がかつて所属したアヤックス・アムステルダムとの試合が行われた。また、約3ヶ月後にはエディンバラ公フィリップを招いての落成式が開催され、翌年2月にはクラブの監督や選手らがバッキンガム宮殿へ招待された。

## エピソード
- アラブ首長国連邦(UAE)のエミレーツ航空がネーミングライツを買い取ったことにより、エミレーツ・スタジアムと命名された。
- ポルトガルのエスタディオ・ダ・ルスにスタジアムの形状が似ていると言われるが、同じ会社が設計している。
- 建設にはアーセン・ベンゲル監督（当時）の意見も採用され、ピッチの縦横幅がハイベリーより大きくなり、縦が約5メートル、横が約1.3メートル広くなった。
- スタジアム建設には紆余曲折あり、初期の計画では2005年夏の完成予定だった。
- スタジアム周辺は再開発が進められ、アパートや商業ビルが建設された。

- スタジアムでは2010年2月からSCEの携帯ゲーム機PSPを利用し、観客に映像を提供するサービスを開始した。[8]
- スタジアム内では自撮り棒の持ち込み・使用が一切禁止されている。

## 歴史
1999年
- 11月、提案提出。

2002年

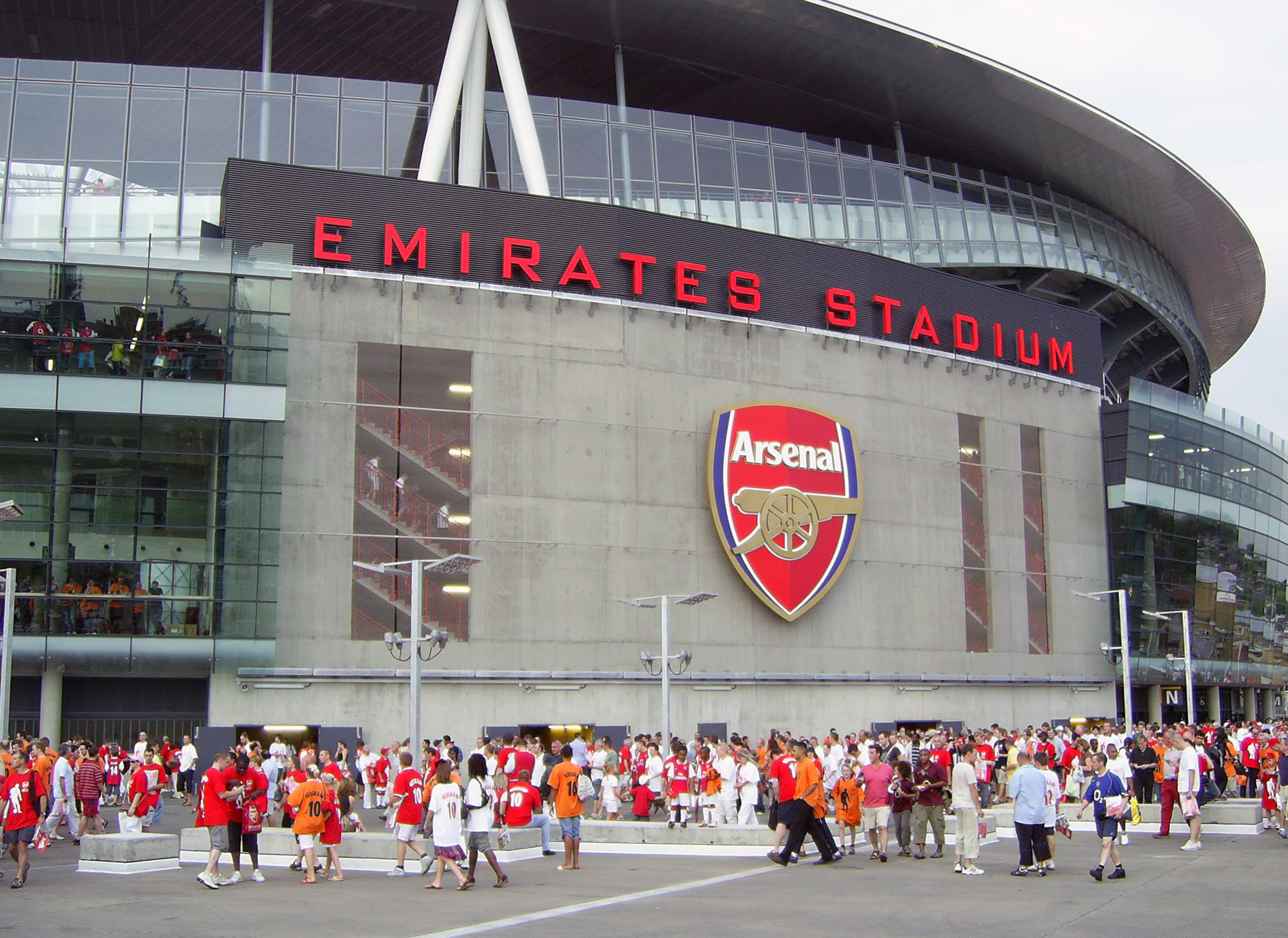
スタジアム正面入口

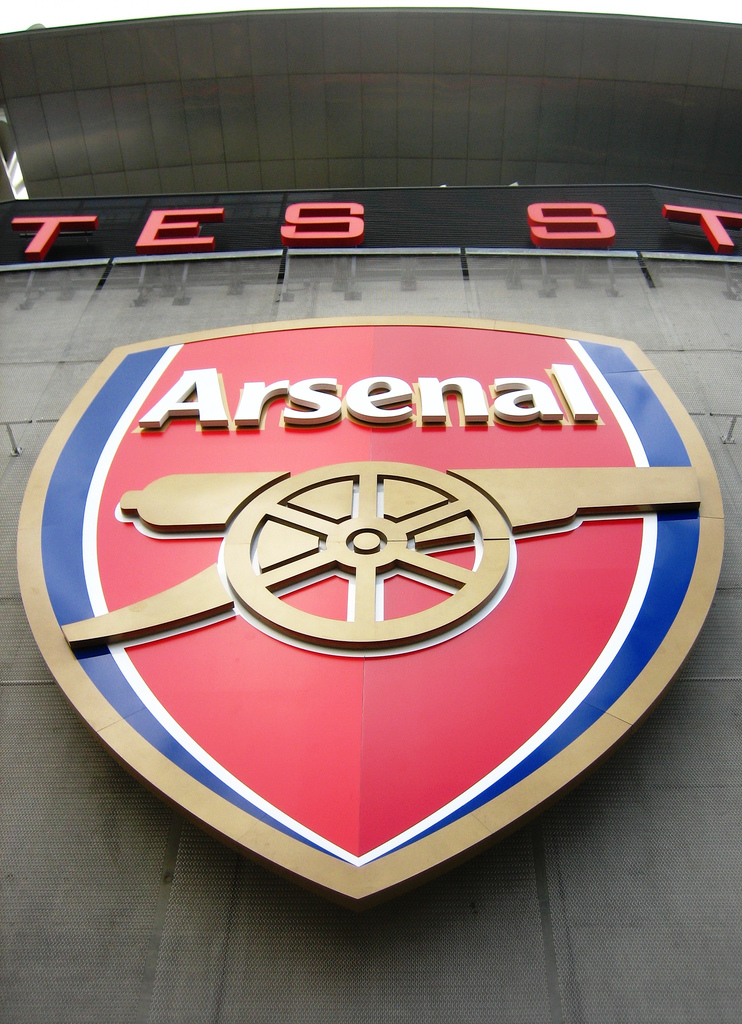
アーセナルFCのロゴマーク

- 7月に2人の市民が建設に反対し、高等裁判所に上告。

2003年
- 4月にスタジアム完成予定が2005年8月から約1年遅れると発表。

2004年
- 5月に当時の国務長官が「商業的に怠慢だった地域に新スタジアムが活性化をもたらす」と発言。
- 10月、スタジアム名がエミレーツ・スタジアムとなり、エミレーツ航空と15年で推定200億円(当時のレート)のスポンサー契約を発表。

2005年
- 8月、スタジアム完成まで残り1年となり、ベンゲル監督ら関係者を招いてイベントを開催。

2006年
- 7月18日にオフィシャルショップ「The Armoury（兵器庫）」が新スタジアム内にオープン。
- 7月20日にメンバーズディを開催（ファンに練習を公開）。
- 7月22日正式にオープン。オープニングゲーム（こけら落とし）はデニス・ベルカンプの引退試合の開催。
- 8月19日に初の公式戦。プレミアリーグ開幕戦アストン・ヴィラFC戦が行われた。また観客数は60,023人で、当時のアーセナル主催試合での最多入場者数を記録。
- 8月23日に初の欧州戦。UEFAチャンピオンズリーグ予備戦3回戦NKディナモ・ザグレブ戦が開催。
- 9月3日に初の代表戦。国際親善試合アルゼンチン代表対ブラジル代表戦が開催。
- 9月23日、シェフィールド・ユナイテッドFC戦でアーセナルがエミレーツ・スタジアムでのリーグ戦初勝利。
- 9月26日にUEFAチャンピオンズリーグの本選を初開催。対戦相手はFCポルト。
- 11月12日に新スタジアムで初のビッグ4（マンチェスター・ユナイテッド、リヴァプール、チェルシーとアーセナル）勢との試合、リヴァプール戦が行われた。また入場者数が60,110人で新記録。

## エミレーツ・スタジアムでの代表戦
| 試合日        | 国旗・スコア | 得点者(数字の単位は分)                  |
| ------------- | ------------ | --------------------------------------- |
| 2006年9月3日  | 3-0          | 3エラーノ、67エラーノ、89カカ           |
| 2007年2月5日  | 0-2          | 82シモン・サブローザ、90Rカルヴァーリョ |
| 2008年3月26日 | 1-0          | 72パト                                  |
| 2009年2月9日  | 2-0          | 13エラーノ・ブルメル、27ロビーニョ      |
| 2010年3月2日  | 2-0          | 44Keith Andrews(OG)、76ロビーニョ       |
| 2011年3月27日 | 2-0          | 42ネイマール、77ネイマール              |

## アクセス
- チューブ（地下鉄）

ピカデリー線アーセナル駅が一番近い駅（ハイベリー時代と同じ駅）。試合後は混雑する。他にもスタジアムまで徒歩圏内の駅がある。チューブが主な交通手段であるため、チューブのストライキ（ボクシング・デーなどに決行されることが多い）が行われると試合が延期になることがある。
- バス

主なバス停はホロウェイロード、ナッグズヘッド、セブンシスターズロード、ブラックストックロード、ハイベリーコーナー。全てのバス停にはスタジアムから徒歩5-10分。これらのバスで北ロンドンやロンドン中心部へ行く事ができる。
- 車

スタジアム周辺には駐車場がほとんどなく、クラブではサポーターに自家用車での来場を控えるようアドバイスをしている。居住者許可証を持たないドライバーが路上に違法駐車した場合は、どのような車でもレッカー車によって強制的に移動させられる。

## 入場者数

### 平均入場者数
エミレーツ・スタジアム:
- 2007-2008: 59,718 (プレミアリーグ)
- 2006-2007: 60,046 (プレミアリーグ)

ハイベリー:
- 2005-2006: 38,184 (プレミアリーグ)
- 2004-2005: 37,979 (プレミアリーグ)

### 最多入場者数
2009年までの最大観客数は60,161人で、2007年11月3日のマンチェスター・ユナイテッドとの試合であった（2対2の引き分け）。